# Tehsil
Un tehsil (o tahsil) (hindi: तहसील, urdú: تحصیل) o taluka (taluk, taluq, taluqa) o mandal, és una subdivisió administrativa d'alguns estats d'Àsia, principalment l'Índia i el Pakistan.
Generalment està format per una ciutat central i centre administratiu i un territori d'influència, sovint amb algunes ciutats més i un nombre de pobles. Exerceix un cert control fiscal i administratiu sobre les muncipalitats (generalment una ciutat i alguns pobles) i entitats rurals dins de la seva jurisdicció. L'administrador o governador és anomenat tehsildar (tahsildar) o talukdar.